# Лубяной (Свердловская область)
Лубяной — посёлок в Берёзовском муниципальном округе Свердловской области России. Ранее входил в состав Лосиного поссовета города Берёзовского.

## География
Посёлок Лубяной расположен у истока реки Большой Рефт, в 27 километрах к северо-востоку от города Берёзовского. Посёлок расположен на автодороге п. Лосиный —  п. Лубяной — п. Солнечный — п. Зелёный Дол. Автодорога ведёт от Режевского тракта.

## История
До 1966 года назывался посёлком Лосиным вторым.

## Население
| 2002 | 2010 |
| ---- | ---- |
| 226  | ↗232 |

Структура
По данным Всероссийской переписи населения 2002 года, русские составляют 90 % от общего числа жителей посёлка Лубяного, татары — 5 %. По данным переписи населения 2010 года, в посёлке проживали 115 мужчин и 117 женщин.